# Силины
Силины — деревня в Юрьянском районе Кировской области в составе Подгорцевского сельского поселения.

## География
Находится на расстоянии примерно 6 километров по прямой на юг-юго-восток от поселка Юрья.

## История
Известна с 1764 года, когда здесь (починок Брязгинский) отмечено было 45 жителей. В 1764 учтено было 54 жителя. В 1873 отмечено дворов 17 и жителей 139, в 1905 14 и 90, в 1926 18 и 102, в 1950 19 и 71. В 1989 году оставалось 11 жителей.

## Население
Постоянное население  составляло 2 человека (русские 100%) в 2002 году, 1 в 2010.